# Tożsamość zdrajcy
Tożsamość zdrajcy (ang. Unlocked) – brytyjski thriller z gatunku akcja z 2017 roku w reżyserii Michaela Apteda, wyprodukowany przez wytwórnie Di Bonaventura Pictures, SRA Productions, Silver Reel, Bloom i Lipsync Productions. Główne role w filmie zagrali Noomi Rapace, Orlando Bloom, Michael Douglas, John Malkovich i Toni Collette.
Scenariusz w 2008 r. umieszczono na liście najlepszych dotąd niezrealizowanych scenariuszy. Premiera filmu odbyła się 5 maja 2017 r. w Wielkiej Brytanii. W Polsce premiera filmu odbyła się 23 czerwca 2017 r.

## Opis fabuły
Była agentka wywiadu USA – Alice Racine (Noomi Rapace), zostaje wezwana przez dawnych przełożonych. Europejski wydział operacyjny CIA pod dowództwem Boba Huntera (John Malkovich) aresztował mężczyznę podejrzanego o planowanie ataku terrorystycznego na Londyn, a Racine ma go przesłuchać. Wkrótce okazuje się, że ktoś z agencji współpracuje z terrorystami. Alice odkrywa spisek, ale wskutek działań zdrajcy zostaje uznana za wroga publicznego. Z pomocą przychodzi jej tajemniczy Jack Alcott (Orlando Bloom). Tylko od nich zależą losy milionów ludzi.

## Obsada
- Noomi Rapace[3] jako Alice Racine
- Orlando Bloom[4] jako Jack Alcott
- Michael Douglas[4] jako Eric Lasch
- John Malkovich[5] jako Bob Hunter
- Toni Collette[5] jako Emily Knowles
- Jessica Boone jako asystent Romleya
- Makram Khoury jako Imam Yazid

i inni.

## Produkcja
Zdjęcia do filmu kręcono w Pradze w Czechach oraz w Londynie w Anglii w Wielkiej Brytanii, natomiast okres zdjęciowy trwał od 3 listopada 2014 do stycznia 2015 roku.

## Odbiór

### Krytyka w mediach
Film Tożsamość zdrajcy spotkał się z mieszanymi recenzjami krytyków. W serwisie Rotten Tomatoes średnia ocen filmu wyniosła 24% ze średnią oceną 4,2 na 10. Na portalu Metacritic średnia ocen wyniosła 42 punktów na 100.